# Kunai
Kunai (jap. 苦無) – japońskie narzędzie m.in. ogrodnicze, stolarskie (szpadel lub kielnia). Istnieją dwie odmiany – małe kunai (jap. 小苦無（苦無 shō-kunai) i duże kunai (jap. 大苦無 dai-kunai). Jest to dobry przykład prostego narzędzia, które w rękach eksperta sztuk walki mogło być użyte jako broń wielofunkcyjna.

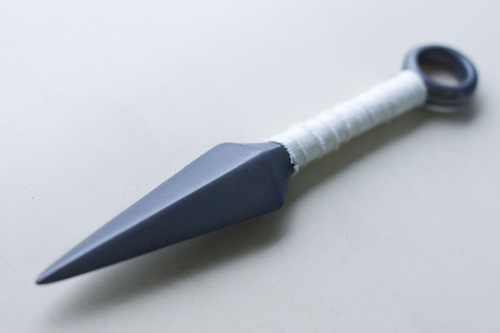
Stylizowane kunai, często spotykane m.in. w grach i filmach

Tradycyjnie kunai było wykuwane w długościach od 20 do 60 cm, średnio 40 cm. Kunai były używane jako wielofunkcyjne narzędzie ogrodnicze. Używali go także kamieniarze i murarze. Kunai nie jest nożem, jest bardziej zbliżone do łomu. Ostrze było wykonane z miękkiego żelaza i niezaostrzone, ponieważ krawędzie były używane do rozgniatania gipsu, drewna, kopania dziur i podważania czegoś. Zwykle tylko czubek był zaostrzony. Sposoby użycia kunai zniszczyłyby każde poddane obróbce termicznej i zaostrzone narzędzie, takie jak nóż.
Typowe kunai miało ostrze w kształcie liścia i uchwyt z pierścieniem na rękojeści, aby umożliwić zaczepienie liny. Dzięki temu uchwyt kunai mógł być owinięty w celu wzmocnienia chwytu. Można było przymocować je do kija jako ostrze włóczni, przywiązać do ciała w celu ukrycia albo użyć w roli haka wspinaczkowego.
Wbrew popularnym przekonaniom nie były one pierwotnie zaprojektowane jako broń miotana, choć mogą być rzucane i powodować obrażenia. Były używane raczej do zadawania pchnięć.

## Jako broń
Wiele broni stosowanych przez ninja było zaadaptowanymi narzędziami rolniczymi, w przeciwieństwie do broni używanych przez mnichów z Szaolin. Ponieważ kunai było tanie, miało przyzwoity rozmiar i ciężar, i łatwo było je zaostrzyć, zostały zaadaptowane jako broń.
Tak jak w przypadku shurikenów i ninjutsu, przesada obecna w mitach o ninja odegrała dużą rolę w tworzeniu popkulturowego obrazu kunai. Jest ono przedstawiane jako japoński nóż, używany zarówno do rzucania, jak i zadawania pchnięć.
Jako broń kunai jest większe i cięższe niż shuriken, a dzięki obecności uchwytu łatwiej jest się nim posłużyć w walce wręcz. Dodatkowo może być użyte do wspinaczki jako hak.
Jest kilka rodzajów kunai, krótkie i długie, o ostrzach wąskich i szerokich, a także ostrzach jak w pile. W niektórych przypadkach ciężko rozróżnić kunai od shikoro, piłę o szerokim ostrzu z uchwytem jak w sztylecie.

## W kulturze popularnej
- Z kunai można spotkać się w anime (oraz w grach wideo na nich opartych) takich jak Naruto, jako często używana broń, czasem rzucana z eksplodującą kartą przymocowaną do rękojeści.
- W serii Mortal Kombat popisowym atakiem Scorpiona jest rzut „krwawą włócznią”, kunai przymocowane do liny przyciąga przeciwnika i umożliwia trafienie.